# Stenocercus rhodomelas
Stenocercus rhodomelas este o specie de șopârle din genul Stenocercus, familia Tropiduridae, descrisă de Boulenger 1899. Conform Catalogue of Life specia Stenocercus rhodomelas nu are subspecii cunoscute.